# Martuljški slapovi
Martuljški slapovi (bolj natančno Martuljška slapova) se nahajajo v osrčju Martuljške skupine nad dolino Gozda Martuljka. Zaradi njegove edinstvenosti so to območje skupaj s potokom Martuljek že leta 1949 razglasili za krajinski park, od leta 1981 pa je del Triglavskega narodnega parka. Potok Martuljek največ vode zbere Za Akom, zatrepom pod Široko pečjo in na svoji poti v dolino ustvari zgornji in spodnji Martuljkov slap. 

## Spodnji Martuljkov slap
Spodnji Martuljkov slap je manjši od obeh slapov, vendar skupaj s sotesko tvori slikovito podobo. Visok je 29 m in se nadaljuje še 25 m v več skočnikih. Pod njim so zanimive kamnine, večinoma gre za apnence in tufe. Kanjon, ki vodi od slapa do doline je dolg 350 m, visok okoli 100 m in je vrezan v apnenčasto brečo, ostanek ledeniške morene in je zelo krušljiv.

## Zgornji Martuljkov slap
Ta je mogočnejši, saj je v vseh štirih stopnjah visok cca 100 m. Pot do njega je v glavnem gozdna, je pa od brunarice v Jasenjah dobrih 250 m višinske razlike. Po poti pa ni previsnih sten in nevarnosti padajočega kamenja. Prvi skok je visok 34 m, dalje teče voda v koritih, se pravokotno zasuka in ustvari 14 m visok slap. Sledi 5 m stopnja in nato najvišja 48 m visoka, ki je edina tudi v celoti vidna. Na dnu je tolmun, stene preko katerih teče potok oziroma slap so iz dachsteinskih apnencev.
Za dostop je porebno prečkanje potoka, ki most zgrajen v ta namen pogosto poškoduje. Zadnji nov most preko potoka Martuljek je kovinski in nekoliko višji. Slap se pokaže že na spustu k mostu, potem pa pot vodi po melišču do stene, od koder je vzpon do slapa zavarovan s klini in jeklenico.

## Zanimivosti na poti med slapovoma

### Planšarija v Jasenjah
Po gozdni poti se nadaljuje vzpon do planšarije Jasenje, kjer gospodar planine ohranja tradicijo pašništva in s svojo malo čredo govedi ohranja jaso pred zaraščanjem. Pred 40 leti so bili v Jasenjah še trije gospodarji, ki so se vsako poletje za 14 dni preselili v Jasenje in ročno kosili travnike. Njihovi družinski člani so prihajali vsak dan iz doline, prinesli so hrano ter grabili in obračali seno. Suhega so shranili na senike. Pozimi so z voli in sanmi vozili seno v dolino. Gospodarji pa so se postarali, njihovi nasledniki so imeli službo, ki ni več dopuščala takega načina življenja. Planine so se začele opuščati in zaraščati. Zadnja košnja pod vodstvom starih gospodarjev je bila sredi 70-tih let dvajsetega stoletja. Potem se je samo še paslo nekaj glav živine. Najprej od treh kmetij, potem dveh, nekaj let pa je planina samevala. Seniki so se podrli travniki pa zarasli. Leta 1992 jo je ponovno začel oživljati naslednik enega od lastnikov, postavil je nov senik, očistil drevje in grmovje ter pripeljal lastno živino na pašo.

### Finžgarjeva kapelica
Zgradili so jo bogoslovci ljubljanske nadškofije, ki so hodili v Jasenje na dopust in si v ta namen leta 1924 postavili na najetem zemljišču majhno bivalno brunarico. K maši so morali hoditi v dolino, zato so leta 1926 v Jasenjah postavili še kapelo, posvečeno Mariji snežni. Med vojno (jeseni 1942) so Nemci požgali vse pastirske domove v Jasenjah, pustili so senike in kapelico, ki so jo domačini pred požigom odprli, da se je videlo, da je to cerkveni objekt. Po vojni je Fran Saleški Finžgar izprosil pri oblasteh, da se je poleg kapelice postavil še bivalni objekt. Tako se je tradicija počitnikovanja duhovnikov z opravljanjem maše nadaljevala. Domačini so bili v to tradicijo zelo vpeti in so v času maševanja vsak dan prihajali iz doline v Jasenje. S Finžgarjem so prihajali še štirje duhovniki, ki so prevzemali vlogo gospodarja kapelice drug za drugim, prihajali v avgustu na dopust, se vzpenjali na okoliške vrhove in maševali za domačine. Zadnji iz te skupine je bil Janez Oražem, ki je poslednjič maševal leta 1993. Z njim pa je že od leta 1983 prihajal Janez Gril, ki je po Oražmovi smrti (1994) nasledil to zadružno poslanstvo. Nadaljuje tradicijo svojih predhodnikov, obiskuje bližnje vrhove, opravlja maše za domačine in preživlja dopust. Maše, ki je vsako leto od 5. avgusta do Velikega Šmarna 15. avgusta, se udeležujejo tudi obiskovalci martuljških slapov

### Spomenik ponesrečim planincem
Leta 2007 je PD Gozd Martuljek sledilo pobudi PZS, da se postavijo obeležja za ponesrečene v gorah na določenih lokacijah in ne več posamezne plošče posejane povsod po skalah in poteh, ob katerih so vse prevečkrat ugasle, napol pogorele sveče. V spomin vsem domačinom ponesrečenim v planinah in vsem ostalim, ki so se ponesrečili v Špikovi skupini so postavili obeležje v Jasenjah ob Finžgarjevi kapeli.